# Waldbreitbach
Waldbreitbach là một đô thị thuộc huyện Neuwied, trong bang Rheinland-Pfalz, phía tây nước Đức. Đô thị Waldbreitbach có diện tích 6,39 km², dân số thời điểm ngày 31 tháng 12 năm 2006 là 2006 người. Đô thị này tọa lạc ở Westerwald, bên sông Wied, cự ly khoảng 15 km về phía bắc của Neuwied.
Waldbreitbach là thủ phủ của Verbandsgemeinde ("đô thị tập thể") Waldbreitbach.